# Lophuromys huttereri
Lophuromys huttereri là một loài động vật có vú trong họ Chuột, bộ Gặm nhấm. Loài này được W. Verheyen, Colyn, & Hulselmans miêu tả năm 1996.